# Logan Pyett
Logan Pyett (* 25. Mai 1988 in Balgonie, Saskatchewan) ist ein ehemaliger kanadischer Eishockeyspieler, der im Verlauf seiner aktiven Karriere zwischen 2004 und 2020 unter anderem 373 Spiele für die Grand Rapids Griffins, Connecticut Whale und Hershey Bears in der American Hockey League (AHL) auf der Position des Verteidigers bestritten hat. Zudem absolvierte Pyett über 100 weitere Partien in der Kontinentalen Hockey-Liga (KHL). Aufgrund einer im Herbst 2015 diagnostizierten Krebserkrankung pausierte er zwischenzeitlich zwei Jahre lang.

## Karriere
Logan Pyett wurde in Balgonie, einem kleinen Ort in der Nähe von Regina, in der kanadischen Provinz Saskatchewan geboren und spielte zu Beginn seiner Karriere für die örtlichen Nachwuchsmannschaften Balgonie Prairie Storm und Regina Pat Canadians, wo er bereits durch sein Spiel als offensiver Verteidiger überzeugen konnte.
Während der Saison 2002/03 spielte er seine ersten zwei Spiele für die Regina Pats in der hochklassigen kanadischen Juniorenliga Western Hockey League (WHL) und gehörte im folgenden Jahr zum Stammkader der Mannschaft. Er spielte eine solide erste Saison und war mit 24 Punkten punktbester Verteidiger des Teams, das allerdings den letzten Platz in der Liga belegte. In der Spielzeit 2005/06 gelang es Pyett sich unter den besten Verteidigern der Liga zu etablieren. Mit zehn Toren und 35 Assists belegte er den neunten Rang in der Scorerliste der Abwehrspieler, jedoch hatte er den zweitschlechtesten Plus/Minus-Wert seiner Mannschaft. Die Pats qualifizierten sich diesmal für die Playoffs, scheiterten jedoch schon in der ersten Runde.  Trotz guter Leistungen wurde Pyett aufgrund seiner für einen Verteidiger geringen Körpergröße im NHL Entry Draft 2006 von vielen Mannschaften übergangen, ehe er mit dem 212. und somit vorletzten Wahlrecht von den Detroit Red Wings aus der National Hockey League (NHL) in der siebten Runde ausgewählt wurde. In der Saison 2006/07 spielte Pyett weiterhin für die Regina Pats und bestritt seine bis dahin beste Saison. Mit 62 Punkten in 71 Spielen war er in dieser Kategorie viertbester WHL-Verteidiger und mit 48 Assists zweitbester Vorlagengeber unter den Abwehrspielern der Liga. Die Pats konnten sich sicher für die Playoffs qualifizieren und zogen bis in die zweite Runde ein. Zu Beginn der Spielzeit 2007/08 wurde er zum Mannschaftskapitän der Pats ernannt, die in der regulären Saison den Spitzenplatz in ihrer Division erreichten, in der ersten Runde der Playoffs jedoch scheiterten. Pyett war – wie schon in der Vorsaison – viertbester Scorer unter den Verteidigern und mit einer persönlichen Bestleistung von 20 Treffern zweitbester Torschütze. Dies verschaffte ihm die Berufung ins WHL East First All-Star Team sowie ins CHL Second All-Star Team.
Im Herbst 2008 nahm Logan Pyett am Trainingslager der Detroit Red Wings teil und absolvierte die Saison 2008/09 in der American Hockey League (AHL) beim Farmteam von Detroit, den Grand Rapids Griffins. Dort hatte er Probleme sein Offensivspiel, was schon bei den Junioren seine große Stärke war, zur Geltung zu bringen und auch in der Defensive zeigte er Defizite bezüglich Schnelligkeit und körperlicher Härte. In der zweiten Saisonhälfte konnte er sich schließlich steigern und erhöhte auch seine Ausbeute in der Offensive. Auch in den folgenden Jahren war er fester Bestandteil des Kaders der Griffins. Zu Einsätzen in der NHL kam er bis zum Ende der Saison 2011/12 als Teil der Red-Wings-Organisation nicht. Im Juli 2012 unterzeichnete Pyett als Free Agent einen Einjahresvertrag bei den New York Rangers, die ihn allerdings ausschließlich bei ihrem AHL-Kooperationspartner, den Connecticut Whale, einsetzten. Im Anschluss verließ der Kanadier Nordamerika und verbrachte zwei Spielzeiten in der Kontinentalen Hockey-Liga (KHL) bei Witjas Podolsk, Admiral Wladiwostok und Sewerstal Tscherepowez. Nach der Saison 2014/15 kehrte er zurück und unterzeichnete im August 2015 einen Einjahresvertrag bei den Lehigh Valley Phantoms in der AHL. Wenige Monate später wurde bei Pyett allerdings ein Sarkom im linken Bein diagnostiziert, aufgrund dessen er auf unbestimmte Zeit ausfiel.
Nachdem er aufgrund der Erkrankung zwei Spielzeiten lang nicht auf dem Eis gestanden hatte, kehrte er zur Saison 2017/18 in den Spielbetrieb zurück. Er verbrachte die Spielzeit in Japan bei den Tōhoku Free Blades in der Asia League Ice Hockey (ALIH). Im Sommer 2018 kehrte der Abwehrspieler nach Nordamerika zurück und absolvierte zu Beginn des Spieljahres 2018/19 zehn Partien für die Hershey Bears in der AHL. Im Dezember 2018 wechselte er für den Rest der Saison zum finnischen Klub KooKoo Kouvola, der in der Liiga beheimatet war. Die Spielzeit 2019/20 begann der Kanadier bei den Frederikshavn White Hawks in der dänischen Metal Ligaen, schloss sich aber alsbald dem rumänischen Verein HSC Csíkszereda aus der multinationalen Ersten Liga an. Mit dem Team gewann er am Saisonende gemeinsam mit dem ungarischen Teilnehmer Ferencvárosi TC die Meisterschaft der Liga. Danach beendete der 32-Jährige seine aktive Karriere.

### International
Im April 2006 nahm Pyett mit der kanadischen U18-Nationalmannschaft an der U18-Junioren-Weltmeisterschaft 2006 teil. Kanada musste nach einer Niederlage im Spiel um den dritten Platz ohne Medaille nach Hause fahren. Pyett war unter den Verteidigern der Weltmeisterschaft der viertbeste Scorer. Im Sommer 2007 wurde er in eine kanadische U20-Auswahl berufen, die in der acht Spiele umfassenden Super Series 2007 gegen das russische Nationalteam derselben Altersstufe antrat. Kanada konnte die Serie mit sieben Siegen bei einem Unentschieden für sich entscheiden. Er selbst steuerte dazu zwei Tore und zwei Assists bei. Anschließend nahm er im folgenden Winter mit der kanadischen Nationalmannschaft an der U20-Junioren-Weltmeisterschaft 2008 teil und gewann die Goldmedaille.

## Erfolge und Auszeichnungen
- 2008 WHL East First All-Star Team
- 2008 CHL Second All-Star Team
- 2020 Meister der Ersten Liga mit dem HSC Csíkszereda (gemeinsam mit dem Ferencvárosi TC)

### International
- 2005 Goldmedaille bei der World U-17 Hockey Challenge
- 2008 Goldmedaille bei der U20-Junioren-Weltmeisterschaft

## Karrierestatistik

### International
Vertrat Kanada bei:
- World U-17 Hockey Challenge 2005
- U18-Junioren-Weltmeisterschaft 2006
- Super Series 2007
- U20-Junioren-Weltmeisterschaft 2008

(Legende zur Spielerstatistik: Sp oder GP = absolvierte Spiele; T oder G = erzielte Tore; V oder A = erzielte Assists; Pkt oder Pts = erzielte Scorerpunkte; SM oder PIM = erhaltene Strafminuten; +/− = Plus/Minus-Bilanz; PP = erzielte Überzahltore; SH = erzielte Unterzahltore; GW = erzielte Siegtore; 1 Play-downs/Relegation; Kursiv: Statistik nicht vollständig)